# Centaurea cyrenaica
Centaurea cyrenaica — вид квіткових рослин айстрових (Asteraceae). Ендемік пн.-сх. Лівії.